# كأس كولومبيا 2016
كأس كولومبيا 2016 (بالإسبانية: Copa Colombia 2016)‏ هو موسم من كأس كولومبيا. كان عدد الأندية المشاركة فيه 36، وفاز فيه أتلتيكو ناسيونال.